# Фурлан, Мира
Ми́ра Фу́рлан (хорв. Mira Furlan; 7 сентября 1955 — 20 января 2021) — хорватская актриса и певица. Наиболее известна ролями посла Минбара Деленн в научно-фантастическом сериале «Вавилон-5» и Даниэль Руссо в сериале «Остаться в живых».

## Ранние годы
Фамилия, которую взяла семья Фурлан, ведёт своё начало от этноса Фурланы на севере Италии.
Мира Фурлан родилась в югославском Загребе (ныне столица Хорватии), в семье профессоров Загребского университета. Отец был смешанного хорватско-словенского происхождения; мать была еврейкой, которой удалось пережить немецкую оккупацию благодаря мачехе — переводчице с французского языка нееврейского происхождения (дед со стороны матери, Фриц Вайль, был убит усташами в концлагере Ясеновац).
Училась в Загребском университете, на факультете английского и французского языков. Окончила Загребскую Академию театра, кино и телевидения. В 1980-х годах участвовала в югославском феминистическом движении.

## Карьера

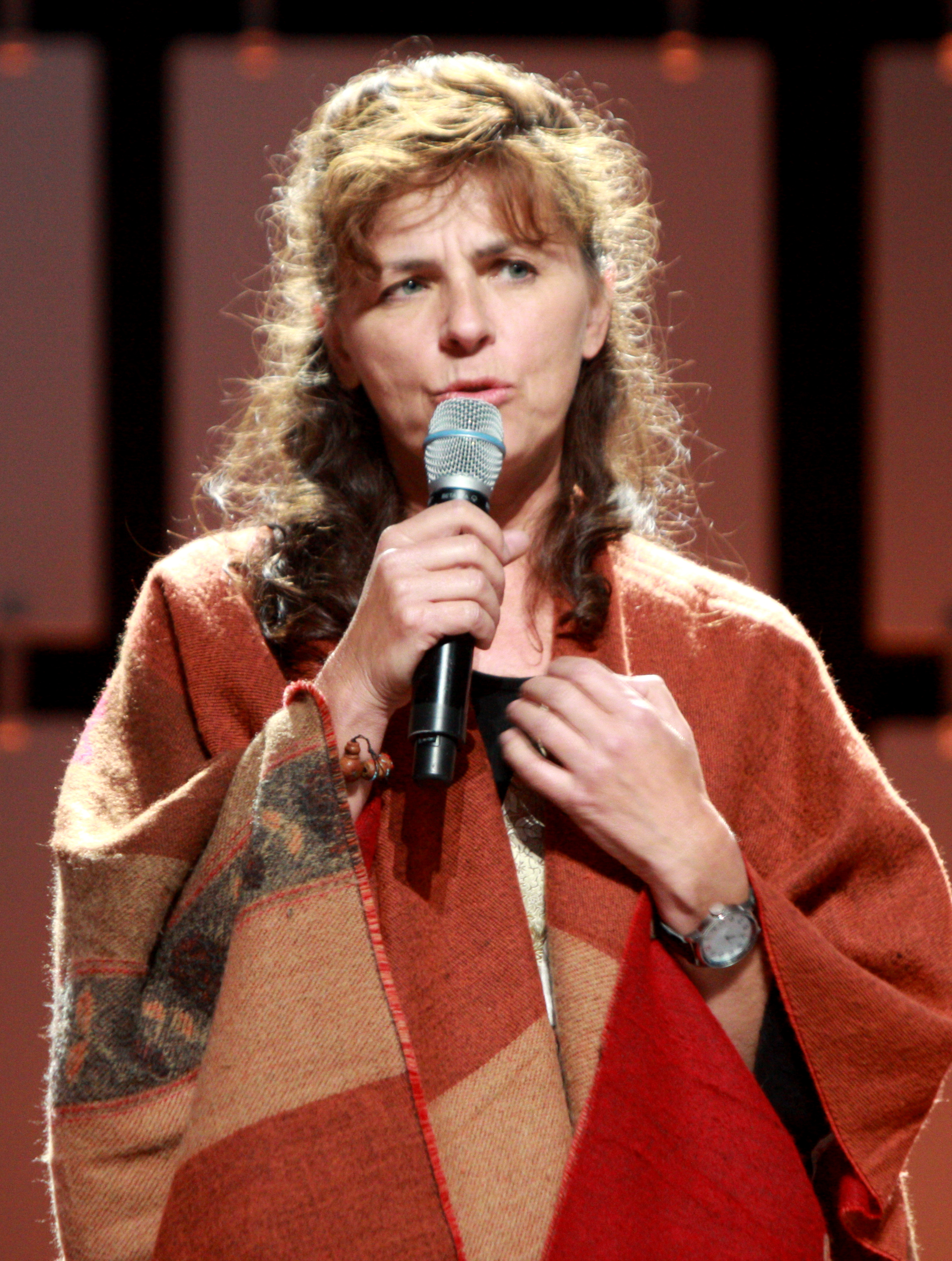
Фурлан на Comicon 2013 года в Финиксе, Аризона

В начале карьеры Мира Фурлан состояла в труппе Хорватского национального театра, часто появлялась на югославском телевидении и снималась в кино. На втором курсе Загребской театральной академии, в 1977 году, получила роль в своём первом фильме «Пересеки речку, если сможешь». Фильм Эмира Кустурицы с её участием — «Папа в командировке» (1985) — завоевал «Золотую пальмовую ветвь» Каннского кинофестиваля.
В 1980-х годах она была солисткой рок-группы Film. В США Мира Фурлан появлялась на театральных сценах Лос-Анджелеса. Она выпустила несколько музыкальных альбомов. Самые известные из них — Songs From Movies That Have Never Been Made и 1000 years ago in Yugoslavia. В течение пяти сезонов играла роль посла Минбара Деленн в сериале «Вавилон-5». В течение четырёх сезонов исполняла роль Даниэль Руссо в сериале «Остаться в живых» на канале ABC.
Впервые после эмиграции в США сыграла в 2007 году главную роль в малобюджетном фильме «Извинение».
В 2002 году, после 11 лет отсутствия, вернулась в Хорватию, где сыграла главную роль у режиссёра Раде Сербеджия.
В 2008 году вернулась в Сербию, где сыграла роль Ягоды в сериале «Аисты вернутся». Как говорят, немаловажную роль сыграло то, что режиссёром этого проекта был её муж, серб Горан Гайич.
Мира Фурлан иногда писала статьи для хорватского журнала Feral Tribune. В 2014 году озвучила и сыграла Мясника в трейлере игры Payday 2, что стало её первой ролью озвучивания.

## Личная жизнь
Фурлан была замужем за режиссёром Гораном Гайичем, этническим сербом. Гайич срежиссировал эпизод «Вавилона-5» и несколько пьес, включая «Антигону» Софокла, с участием Фурлан.
В 1980-е годы Фурлан была активисткой югославского феминистского движения.
Дважды в месяц в конце 1980-х годов Фурлан совершала трёхчасовую поездку между Загребом и Белградом, где жил её муж, чтобы играть в театральных постановках в обоих городах. После начала войны в Хорватии в 1991 году, Фурлан уволили из Хорватского национального театра за отказ прекратить играть в театральной постановке в Белграде. Последовавшая за этим публичная клеветническая кампания настроила против неё коллег и друзей, она получала угрожающие сообщения на свой телефонный автоответчик. Фурлан написала публичное письмо, в котором выразила своё глубокое разочарование поведением своих сограждан и коллег, а также угрозами националистов в свой адрес. В ноябре 1991 года, в первые дни распада Югославии, Фурлан и Гайич эмигрировали в США и поселились в Нью-Йорке.
15 декабря 1998 года в Лос-Анджелесе у Фурлан и Гайича родился единственный сын — Марко Лав Гайич.

## Смерть
Фурлан умерла у себя дома в Лос-Анджелесе 20 января 2021 года на 66-м году жизни от осложнений, вызванных вирусом лихорадки Западного Нила. После её смерти режиссёр Хорватского национального театра Ивица Бульян принёс извинения от имени театра за отношение к Фурлан в начале 1990-х годов. Неделю спустя хорватский еженедельник «Globus» также принёс извинения за публикацию трёх фельетонов с нападками на Фурлан в 1992 году, которые сыграли важную роль в кампании по дискредитации общественности.

## Избранная фильмография
| Год       |    | Русское название               | Оригинальное название           | Роль                  |
| --------- | -- | ------------------------------ | ------------------------------- | --------------------- |
| 1985      | ф  | Папа в командировке            | Otac na službenom putu          | Анкица Видмар         |
| 1986      | ф  | Красота порока                 | Lepota poroka                   | Яглика                |
| 1993—1998 | с  | Вавилон-5                      | Babylon 5                       | Деленн                |
| 1997      | мс | Человек-паук                   | Spider-Man: The Animated Series | Серебряный Соболь     |
| 1998      | тф | Вавилон-5: В начале            | Babylon 5: In the Beginning     | Деленн                |
| 1998      | тф | Вавилон-5: Третье пространство | Babylon 5: Thirdspace           | Деленн                |
| 2004—2010 | с  | Остаться в живых               | Lost                            | Даниэль Руссо         |
| 2006      | с  | Крадущийся в ночи              | Night Stalker                   | Марлин Шилдс          |
| 2009      | с  | Морская полиция: Спецотдел     | NCIS                            | Дина Ризи             |
| 2010      | ф  | Цирк «Колумбия»                | Cirkus Columbia                 | Люция                 |
| 2010      | с  | Закон и порядок: Лос-Анджелес  | Law & Order: Los Angeles        | Мария Олсен           |
| 2012      | ф  | Рождённый дважды               | Venuto al mondo                 | Велида                |
| 2013      | ки | —                              | Payday 2                        | Мясник                |
| 2014      | ки | —                              | Elite: Dangerous                | Чейз                  |
| 2016      | ки | —                              | Uncharted 4: A Thief’s End      | дополнительные голоса |
| 2016—2017 | с  | Просто добавь магии            | Just Add Magic                  | Путешественница       |
| 2020      | ки | —                              | Mafia: Definitive Edition       | дополнительные голоса |

## Музыкальные записи
- The Be Five — Trying to Forget